# Lili Ziedner
Ida Cecilia Maria Ziedner, coneguda com a Lili Ziedner, nascuda el 14 de setembre de 1885 a Estocolm i morta el 10 de febrer de 1939, és una actriu sueca, especialitzada en papers de comèdia lleugera.
Lili Ziedner va estudiar a la Reial Escola Dramàtica entre 1905 i 1908, després va ser contractada al Vasateatern i al Teatre Folkà. El seu període més gran de notorietat i activitat va ser entre 1921 i 1936 quan va ser contractada per Karl Gerhard. Va fer el seu debut al cinema el 1913 en una pel·lícula muda de Mauritz Stiller, Mannekänge (El maniquí), després va interpretar una vintena de papers al cinema, el paper principal de la qual va ser Den moderna suffragetten. El paper burlesc més famós de Lili Ziedner és el de Mademoiselle Cronblom, a Pensionat Paradiset el 1937.
Lili Ziedner és la germana del mestre de capella Edvin Ziedner. Està enterrada al Cementiri del Nord (Solna) del Comtat d'Estocolm.

## Filmografia
- 1913 : Mannekängen de Mauritz Stiller
- 1913 : Den moderna suffragetten de Mauritz Stiller
- 1914 : Födelsedagspresenten d'Axel Breidahl
- 1914 : Salomos dom d'Axel Breidahl
- 1914 : Vägen till mannens hjärta d'Axel Breidahl
- 1914 : När svärmor regerar de Mauritz Stiller
- 1915 : Hämnden är ljuv d'Edmond Hansen
- 1917 : Alexander den Store de Mauritz Stiller
- 1921 : Cirkus Bimbini de Klaus Albrecht
- 1923 : Norrtullsligan de Per Lindberg
- 1926 : Farbror Frans de Sigurd Wallén
- 1931 : Brokiga blad de Valdemar Dalquist i Edvin Adolphson
- 1932 : En stulen vals de Lorens Marmstedt
- 1932 : Kärleksexpressen de Lorens Marmstedt
- 1932 : Le Camp volant de Max Reichmann
- 1934 : En bröllopsnatt på Stjärnehov de Torsten Lundqvist
- 1934 : Eva går ombord de Lorens Marmstedt i Hilmer Ekdahl
- 1935 : Tjocka släkten de Sölve Cederstrand
- 1935 : Minns du? de Knut Martin
- 1935 : Kärlek efter noter de Gösta Rodin
- 1936 : Kvartetten som sprängdes d'Arne Bornebusch
- 1937 : Pensionat Paradiset de Weyler Hildebrand
- 1938 : Herr Husassistenten de Ragnar Arvedson
- 1939 : Vi två de Schamyl Bauman.[3]